# Tristaniopsis obovata
Tristaniopsis obovata är en myrtenväxtart som först beskrevs av John Johannes Joseph Bennett, och fick sitt nu gällande namn av Peter G.Wilson och John Teast Waterhouse. Tristaniopsis obovata ingår i släktet Tristaniopsis och familjen myrtenväxter. Inga underarter finns listade i Catalogue of Life.